# Liste des équipes continentales en 2010
Cet article liste les équipes continentales en 2010.

## Liste des équipes

### Équipe africaine
| Code UCI | Nom de l'équipe | Pays           |
| -------- | --------------- | -------------- |
| MTN      | MTN Energade    | Afrique du Sud |

### Équipes américaines
| Code UCI | Nom de l'équipe                     | Pays       |
| -------- | ----------------------------------- | ---------- |
| FUN      | Funvic-Pindamonhangaba              | Brésil     |
| CSM      | SpiderTech-Planet Energy            | Canada     |
| CEP      | Café de Colombia-Colombia es Pasión | Colombie   |
| EPM      | UNE-EPM                             | Colombie   |
| ADG      | Adageo Energy                       | États-Unis |
| BPC      | Bissell                             | États-Unis |
| JSH      | Jamis-Sutter Home                   | États-Unis |
| JBC      | Jelly Belly-Kenda                   | États-Unis |
| KBS      | Kelly Benefit Strategies            | États-Unis |
| KPC      | Kenda-Gear Grinder                  | États-Unis |
| TMK      | Mountain Khakis-Jittery Joe's       | États-Unis |
| OBF      | Ouch-Bahati Foundation,             | États-Unis |
| TLS      | Trek Livestrong U23                 | États-Unis |
| TT1      | Type 1                              | États-Unis |
| UHC      | UnitedHealthcare-Maxxis             | États-Unis |

### Équipes asiatiques
| Code UCI | Nom de l'équipe      | Pays           |
| -------- | -------------------- | -------------- |
| HBR      | Holy Brother         | Chine          |
| MPC      | Marco Polo           | Chine          |
| MSS      | MAX Success Sports   | Chine          |
| TYD      | Qinghai Tianyoude    | Chine          |
| GGA      | Geumsan Ginseng Asia | Corée du Sud   |
| KSP      | KSPO                 | Corée du Sud   |
| SCT      | Seoul                | Corée du Sud   |
| PSN      | Polygon Sweet Nice   | Indonésie      |
| IAU      | Azad University Iran | Iran           |
| TPT      | Tabriz Petrochemical | Iran           |
| VAK      | Vali Asr Kerman      | Iran           |
| AIS      | Aisan Racing         | Japon          |
| BGT      | Bridgestone Anchor   | Japon          |
| PPO      | Nippo                | Japon          |
| SMN      | Shimano Racing       | Japon          |
| BLZ      | Utsunomiya Blitzen   | Japon          |
| L2A      | LeTua                | Malaisie       |
| ACT      | Action               | Taipei chinois |
| GNT      | Giant Asia Racing    | Taipei chinois |

### Équipes européennes
| Code UCI | Nom de l'équipe                    | Pays        |
| -------- | ---------------------------------- | ----------- |
| THF      | Heizomat                           | Allemagne   |
| TRS      | Kuota-Indeland                     | Allemagne   |
| LKT      | LKT Brandenburg                    | Allemagne   |
| APP      | NetApp                             | Allemagne   |
| TSP      | Nutrixxion Sparkasse               | Allemagne   |
| TSS      | Seven Stones                       | Allemagne   |
| TET      | Thüringer Energie                  | Allemagne   |
| CKT      | CKT Tmit-Champion System           | Arménie     |
| RAD      | Arbö Gourmetfein Wels              | Autriche    |
| KTM      | Arbö KTM-Gebrüder Weiss            | Autriche    |
| TYR      | Tyrol                              | Autriche    |
| VBG      | Vorarlberg-Corratec                | Autriche    |
| SKT      | An Post-Sean Kelly                 | Belgique    |
| BKP      | BKCP-Powerplus                     | Belgique    |
| JVB      | Jong Vlaanderen-Bauknecht          | Belgique    |
| PCW      | Lotto-Bodysol                      | Belgique    |
| PCO      | Palmans-Cras                       | Belgique    |
| QCT      | Qin                                | Belgique    |
| SUN      | Sunweb-Revor                       | Belgique    |
| FID      | Telenet-Fidea                      | Belgique    |
| WIL      | Verandas Willems                   | Belgique    |
| HEM      | Hemus 1896-Vivelo                  | Bulgarie    |
| LOB      | Loborika                           | Croatie     |
| MKT      | Meridiana Kamen                    | Croatie     |
| VPC      | Concordia Forsikring-Himmerland    | Danemark    |
| DBW      | Designa Køkken-Blue Water          | Danemark    |
| TEF      | Energi Fyn                         | Danemark    |
| GLU      | Glud & Marstrand-LRØ Rådgivning    | Danemark    |
| VMC      | Burgos 2016-Castilla y León        | Espagne     |
| CJR      | Caja Rural                         | Espagne     |
| ORB      | Orbea                              | Espagne     |
| KCT      | Kalev Chocolate-Kuota              | Estonie     |
| AUB      | Big Mat-Auber 93                   | France      |
| BSC      | Bretagne-Schuller                  | France      |
| RLM      | Roubaix Lille Métropole            | France      |
| TKT      | Heraklion Kastro-Murcia            | Grèce       |
| SPT      | SP Tableware                       | Grèce       |
| WOB      | Worldofbike.gr                     | Grèce       |
| TFB      | Tecnofilm-Betonexpressz 2000       | Hongrie     |
| CDC      | CDC-Cavaliere                      | Italie      |
| MIE      | Miche                              | Italie      |
| CCD      | Continental Differdange            | Luxembourg  |
| TJB      | Joker Bianchi                      | Norvège     |
| PBC      | Plussbank Cervélo                  | Norvège     |
| KRA      | Ringeriks-Kraft                    | Norvège     |
| SPV      | Sparebanken Vest-Ridley            | Norvège     |
| CJP      | Jo Piels                           | Pays-Bas    |
| RB3      | Rabobank Continental               | Pays-Bas    |
| VVE      | Van Vliet EBH Elshof               | Pays-Bas    |
| AKT      | Aktio Group Mostostal Puławy       | Pologne     |
| DHL      | DHL-Author                         | Pologne     |
| LEG      | Legia-Felt                         | Pologne     |
| MRO      | Mróz-Active Jet                    | Pologne     |
| RWD      | Romet Weltour Debica               | Pologne     |
| BSP      | Barbot-Siper                       | Portugal    |
| CCL      | Centro Ciclismo de Loulé-Louletano | Portugal    |
| LRM      | LA Rota dos Móveis                 | Portugal    |
| BOA      | Madeinox-Boavista                  | Portugal    |
| PRT      | Palmeiras Resort-Prio              | Portugal    |
| ASP      | AC Sparta Praha                    | Tchéquie    |
| PSK      | PSK Whirlpool-Author               | Tchéquie    |
| TCT      | Tusnad                             | Roumanie    |
| EDR      | Endura Racing                      | Royaume-Uni |
| MPT      | Motorpoint-Marshalls Pasta         | Royaume-Uni |
| RCS      | Rapha Condor-Sharp                 | Royaume-Uni |
| RAL      | Raleigh                            | Royaume-Uni |
| SGS      | Sigma Sport-Specialized            | Royaume-Uni |
| TIK      | Itera-Katusha                      | Russie      |
| KTA      | Katyusha Continental               | Russie      |
| KUB      | Kuban                              | Russie      |
| MOW      | Moscow                             | Russie      |
| ZAN      | Partizan Srbija                    | Serbie      |
| DUK      | Dukla Trenčín Merida               | Slovaquie   |
| ADR      | Adria Mobil                        | Slovénie    |
| ODR      | Obrazi Delo Revije                 | Slovénie    |
| SAK      | Sava                               | Slovénie    |
| RAR      | Zheroquadro Radenska               | Slovénie    |
| SPK      | Sprocket                           | Suède       |
| ARH      | Atlas Personal                     | Suisse      |
| PCB      | Price-Custom Bikes                 | Suisse      |
| AMO      | Amore & Vita-Conad                 | Ukraine     |
| ISE      | ISD Continental                    | Ukraine     |
| KLS      | Kolss                              | Ukraine     |

### Équipes océaniennes
| Code UCI | Nom de l'équipe         | Pays             |
| -------- | ----------------------- | ---------------- |
| DPC      | Drapac Porsche          | Australie        |
| VAU      | Fly V Australia         | Australie        |
| GEN      | Genesys Wealth Advisers | Australie        |
| JAS      | Jayco-Skins             | Australie        |
| SWA      | Subway-Avanti           | Nouvelle-Zélande |